# Walid Khoury
Walid Khoury (né à Beyrouth en 1955) est un homme politique libanais.

## Biographie
Chirurgien de renom, diplômé de l’université Saint-Joseph de Beyrouth et de l’Université de Paris et titulaire d’un master en management, il enseigne la médecine à l’université Saint-Esprit de Kaslik.
En 2005, il est élu député maronite de Jbeil-Byblos sur la liste du Général Michel Aoun dont il intègre le groupe parlementaire – le Bloc de la réforme et du changement.